# Лигата на джентълмените
„Лигата на джентълмените“ (на английски: The League of Gentlemen) е британски комедиен сериал, който се излъчва по BBC Two през 1999 г. и свършва през 2002 г., който се състои в три сезона и е последван от пълнометражен филм през 2005 година.
В България сериалът започва излъчване по bTV Comedy на 2 юни 2019 г. с българския дублаж на Медиа Линк. Ролите се озвучават от Петя Силянова, Георги Стоянов, Светломир Радев, Цанко Тасев и Иван Танев.